# Динику, Григораш
Григораш (Григорие) Динику (рум. Grigoraş Dinicu; 3 апреля 1889 — 28 марта 1949) — румынский цыганский композитор и скрипач-виртуоз. В 1930-х он был вовлечен в политическое движение румынских цыган и был сделан почетным президентом Единого Союза румынских Цыган.
Яша Хейфец однажды сказал, что Динику был самым великим скрипачом, которого он когда-либо слышал.

## Биография
Григорие Динику родился в Бухаресте в семье потомственных цыганских музыкантов. Поступил в Бухарестскую Консерваторию, где учился игре на скрипке у Д. Кириака. Самым известным из его учителей был Карл Флеш, педагог, у которого он учился с 1902 года. После окончания консерватории он играл с Оркестром Министерства народного просвещения, также часто выступал как солист. В течение сорока лет, с 1906 до 1946 года руководил концертами популярной музыки. Он также совершал поездки за границу (Англия (1928), Франция (1929, 1937), США (1939)), как солист и дирижёр своего оркестра народных инструментов (тарафа), созданного им в 1906 году. Также Динику играл много лёгкой популярной музыки в ночных клубах, гостиницах, ресторанах, и кафе в Бухаресте и всюду по Западной Европе. В то же время выступал и с академическим репертуаром — как солист и как концертмейстер оркестра консерватории Pro-Arte во главе с Джордже Коча.
Динику принадлежат музыкальные произведения, получившие широкую известность. Его музыка написана главным образом для скрипки и фортепьяно, хотя знаменитая Хора стаккато позднее была переложена и для других инструментов (для скрипки с оркестром, для трубы и фортепьяно, оркестровое переложение Панчо Владигерова и др.). Другие произведения Динику: Hora spiccato (сильная хора), Hora de concert (концертная хора), Hora mărţişorului (мэрцишор, дословный перевод с румынского «немного марта»), Hora de la Chiţorani, Hora Expoziţiei de la Pari, Импровизация а-ля Динику, Orientale a-la tzigane и Sârba lui Tanţi (сырба — румынский народный танец). Также Динику популяризовал музыкальную пьесу «Жаворонок» (рум. Ciocârlia) за авторством его деда, Ангелуша.
Умер Григорие Динику в Бухаресте.